# Stauchitz
Stauchitz is een plaats en gemeente in de Duitse deelstaat Saksen, en maakt deel uit van de Landkreis Meißen.
Stauchitz telt 3.106 inwoners.

## Plaatsen in de gemeente Stauchitz
- Bloßwitz
- Dobernitz
- Dösitz
- Gleina
- Groptitz
- Grubnitz
- Hahnefeld
- Ibanitz
- Kalbitz
- Panitz
- Plotitz
- Pöhsig
- Prositz
- Ragewitz
- Seerhausen
- Staucha
- Steudten
- Stösitz
- Treben
- Wilschwitz

Coswig ·
Diera-Zehren ·
Ebersbach ·
Glaubitz ·
Gröditz ·
Großenhain ·
Hirschstein ·
Käbschütztal ·
Klipphausen ·
Lampertswalde ·
Lommatzsch ·
Meißen ·
Moritzburg ·
Niederau ·
Nossen ·
Nünchritz ·
Priestewitz ·
Radebeul ·
Radeburg ·
Riesa ·
Röderaue ·
Schönfeld ·
Stauchitz ·
Strehla ·
Thiendorf ·
Weinböhla ·
Weißig a. Raschütz ·
Wülknitz ·
Zeithain